# Astathomima wasmanni
Astathomima wasmanni är en insektsart som beskrevs av Heinrich Hugo Karny 1929. Astathomima wasmanni ingår i släktet Astathomima och familjen vårtbitare. Inga underarter finns listade i Catalogue of Life.